# Ruhrkessel
Ruhrkessel is de naam van de belegering van het Ruhrgebied aan het westfront aan het einde van de Tweede Wereldoorlog. Het was naast de Kessel von Halbe en de Slag om Berlijn de laatste grote veldslag van de Tweede Wereldoorlog in Europa.
Ter herinnering aan de bij Paderborn gevallen commandant van de Amerikaanse 3e Pantserdivisie Spearhead, generaal Maurice Rose, draagt de slag vooral in de Verenigde Staten ook de bijnaam Rose Pocket.

## Ontstaan
Na de oversteek van de Rijn van de geallieerde troepen in het kader van de Operatie Plunder op 23 en 24 maart 1945, drongen de geallieerden in het zuiden en het noorden van het Ruhrgebied snel op. Op 1 april 1945 voltooiden de troepen van de Amerikanen bij Lippstadt de omsingeling. In het noorden van dit gebied stroomden de Britse en Canadese troepen nazi-Duitsland binnen, terwijl de Amerikaanse troepen snel naar het zuiden trokken. Binnen het omsingelde gebied zaten meer dan 300.000 soldaten ingesloten van de Heeresgruppe B, daarnaast overblijfselen van in totaal 21 divisies en miljoenen mensen van de burgerbevolking. Dit terwijl het gebied door bombardementen deels volledig vernietigd was.
De zuidelijke grens van het gebied werd gevormd door de Sieg, in het westen was de Rijn de natuurlijke grens.

## Commando
De onderdelen van de Wehrmacht stonden onder het opperbevel van generaal-veldmaarschalk Walter Model. De ambtenaren van de paramilitaire eenheden van de NSDAP en de Volkssturm (inclusief het Freikorps Sauerland) stonden na de overtocht over de Rijn van de 24e maart onder commando van de gouwleider Albert Hoffmann.
De Amerikaanse troepen stonden onder commando van luitenant-generaal Courtney Hodges (1e Amerikaanse leger) en luitenant-generaal William Hood Simpson (9e Amerikaanse leger).

## Verloop
Terwijl de stoottroepen van de geallieerden reeds naar Midden- en Noord-Duitsland oprukten, drongen de troepen van de Verenigde Staten het belegerde Ruhrgebied in een steeds kleiner wordend gebied samen. Op 12 april 1945 begon een operatie om het belegerde gebied in twee delen te knippen. Komende vanuit het zuiden spleet het 86e Amerikaanse Infanteriedivisie in een snelle operatie door het Sauerland het gebied bij Hagen in twee delen.
Het kleinere oostelijke deel capituleerde de daaropvolgende dag bij Iserlohn. Op 15 april 1945 capituleerde de commanderende generaal van het 53e Legerkorps, Generalleutnant Fritz Bayerlein, bij Menden, inclusief een compagnie in Iserlohn met nog inzetbare Jagdtigers. In de omliggende steden Hohenlimburg en Hagen werd op sommige plaatsen nog tot 17 april 1945 gevochten.
Het westelijke deel van het belegerde gebied in het Bergisches Land en bij Düsseldorf en Duisburg bood nog tot 18 en 21 april 1945 zwakke weerstand. Hun opperbevelhebber Walter Model volgde tot op het laatst de bevelen van Adolf Hitler. Model pleegde op 21 april 1945 in een bosgebied bij Ratingen zuidelijk van Duisburg zelfmoord. De bevelvoerder van het zuidoostelijk deel, de generaal van de Infanterie, Joachim von Kortzfleisch overleed op 20 april 1945 in Wulwesort bij Schmallenberg.
Kort daarvoor kon een groep om Aloys Odenthal in Düsseldorf de commissaris van politie op 16 april 1945 vastnemen en met de Amerikaanse troepen contact opnemen. SS-eenheden onder leiding van gouwleider Friedrich Karl Florian sloegen deze actie echter bloedig neer; nog in de nacht van de intocht van de Amerikanen werden een aantal mensen omgebracht.

## Discipline door de Gestapo
Vanaf februari 1945 en vooral gedurende de gevechten in het Ruhrgebied vermoordde de Gestapo in Dortmund (Mahnmal Bittermark), Hagen, Bochum, Warstein, Solingen en in andere plaatsen honderden buitenlandse dwangarbeiders, tegenstanders van het regime, deserteurs en gevangenen. Over deze zogenaamde Kriegsendphasenverbrechen van de Gestapo waren Walter Model en Albert Hoffmann geïnformeerd. Op 7 april had Model het bevel gegeven om de gevangenen aan de Gestapo over te dragen.

## Verliezen
De Amerikaanse verliezen bij de verovering van het Ruhrgebied bedroegen plusminus 1.500 man. Ongeveer 10.000 Duitse soldaten, aanhangers van de Volkssturm, Waffen-SS inclusief burgerbevolking, krijgsgevangenen en dwangarbeiders kwamen bij de gevechten om het leven. Om een capitulatie (en krijgsgevangenschap) te voorkomen, gaf Model de Duitse soldaten ontslagbrieven mee uit de militaire dienst. De soldaten van het belegerde gebied kregen de status van Disarmed Enemy Forces net als vele burgers in uniform. Zij gingen naar het Rheinwiesenlager. Het ging daarbij om de leden van het 15e leger en het 5e Pantserleger, en de restanten van de 19 divisies met samen ongeveer 300.000 soldaten. In deze kampen leefden de gevangenen in de buitenlucht. Een aantal stierven daar nog wegens de aanvankelijk ontoereikende verzorging met name door dysenterie.

## Films
- Die Ruhrkesselschlacht 1945 (100 Min.) Film van Delta-Productions (Gunther Dudda) in Schmallenberg.
- Kriegsende an Rhein, Ruhr und Weser Dreiteilige TV-Produktion des WDR (2005, wiederholt im WDR am 18.–20. Dezember 2006).
- Der Feuersturm am Rhein DVD der Chronos Film GmbH
- Originalsequenzen der Filme sind in den National Archives in Washington, D.C. frei erhältlich.

## Weblinks
- Battle of the Ruhr – Historisches Centrum Hagen
- 19. März 1945 – der „Nero-Befehl“
- Ruhrkessel – Ausstellung NRW2000